# Svenska Federationen
Den brittiska, kontinentala och allmänna federationens svenska avdelning eller Federationen för prostitutionens upphävande, allmänt kallad Svenska Federationen eller enbart Federationen,  var en svensk förening, grundad 1878. 
Det var den svenska grenen av den brittiska föreningen Ladies National Association for the Repeal of the Contagious Diseases Acts (”Den brittiska, kontinentala och allmänna Federationen för upphävande av prostitutionen såsom legaliserad eller tolererad prostitution”). Föreningens syfte var att avskaffa lagen om reglementering av prostituerade kvinnor genom att sätta fokus på de manliga kundernas sexualitet snarare än den ensidiga synen på de prostituerade kvinnorna som ett problem. Föreningen hade också en tidskrift, Sedlighetsvännen, som utgavs 1878–1905.

## Historia

### Bakgrund
Under 1800-talet infördes den så kallade ”reglementeringen” i flera länder, och prostitutionsfrågans behandling kom att sammanhänga med striden mellan anhängare och motståndare till detta system. I Sverige infördes under från 1812 och framåt flera olika förordningar om kontroll av prostituerade för att begränsa spridningen av smittsamma könssjukdomar. 1812 blev det tillåtet enligt lag att tvångsundersöka alla personer som kunde misstänkas vara veneriskt sjuka. Män ansågs oförmögna till sexuell självkontroll, och det var därför de prostituerade kvinnorna som främst låg i fokus för uppmärksamheten och beskrevs som ett problem.
I Stockholm ansågs det vid denna tid vara vanligt att den kvinnliga personalen på krogar, kaffehus och cigarrbodar prostituerade sig, och dessa utsattes ofta för tvångsmässiga medicinska undersökningar av myndigheterna. Detta orsakade dock protester från kvinnor som blivit oskyldigt utsatta. Mellan 1838 och 1841 praktiserade Stockholms stads myndigheter ett försök att kontrollera prostitutionen genom två offentliga bordeller, London och Stadt Hamburg, där de anställda regelbundet kontrollerades. Experimentet fick dock avbrytas efter häftiga protester 1841.

### Förebild och grundande
I Stockholm infördes detta när den kommunala besiktningsbyrån grundades 1847, och 1859 infördes reglementeringen. Andra städer följde efter, med Göteborg som den första 1865. Tanken bakom reglementeringen av de prostituerade kvinnorna i Sverige var att man skulle stoppa spridningen av könssjukdomar. I vissa städer där det vistades många unga män, till exempel studentorter eller där det fanns regementen, ville man särskilt göra en insats. 
Då de prostituerade kvinnorna ansågs vara skyldiga till spridningen, bokfördes och registrerades kvinnor i några orter i Sverige av polisen och togs in för undersökning, så kallad besiktning en gång i veckan. I och med detta befästes deras identitet som prostituerade då de fråntogs sina prästbetyg som behövdes när man skulle lämna staden och istället gavs en besiktningsbok där undersökningarna bokfördes. Förespråkarna av reglementeringen använde argumentet att kvinnorna behövdes för att skydda de ”kyska” icke prostituerade kvinnorna som fanns i staden från de unga männen, som inte förväntades kunna behärska sin sexualdrift. 
Motståndarna mot reglementeringen grundade rörelser mot den, främst representerat av Josephine Butler i Storbritannien. Svenska Federationen grundades 1878 av A. Testuz, som var pastorn vid franska reformerta kyrkan i Stockholm. Den organiserades 1879, och antog sin stadga vid sitt allmänna möte i Stockholm 24 november 1880. Den arbetade aktivt för att avskaffa reglementeringen i Stockholm. 

### Verksamhet
Federationen överlämnade utan framgång petitioner till överståthållarämbetet 1880 och 1902 och till kungen 1883. Sedan sitt grundande utgav den sin egen tidskrift, och arbetade även med oppinionsbildning genom möten, broschyrer och liknande. Det grundade en söndagsklubb för kvinnor, två arbetshem och härbärgen, en låne- och en hjälpkassa och ett adresskontor för arbetssökande. Federationen bedrev främst sin verksamhet i Stockholm, men försökte också sprida den utanför huvudstaden genom medlemsvärvning i landsorten. 1890 arrangerades en federationskonferens i Stockholm. 
År 1883 organiserades en namninsamling, och 2 500 kvinnor skrev under den petition som lämnades in till kung majt om avskaffandet av systemet.
Svenska Federationen beskrivs som mest radikal och verksam under 1880-talet, då det präglades av en feministisk retorik om kvinnors rättigheter, såg de prostituerade som offer, beskrev sexuella ämnen i sin tidning och präglades av medlemmar ur kvinnorörelsen; under 1890-talet präglades föreningen dock mer av manliga företrädare som lade fokus på den sociala renhetsrörelsen och var mer benägna att skuldbelägga även prostituerade som en del av det negativa i prostitutionen.
Federationens verksamhet hade i praktiken upphört 1903, eftersom den uppfattades som pornografisk på grund av sina beskrivningar av prostitution, könssjukdomar och andra sexualrelaterade ämnen i sin tidning Sedlighets-vännen, vilket ledde till att den anklagades för att bidra till osedligheten i samhället snarare än att motverka den. 1903 bildade dess ordförande Hugo Tamm dock föreningen Vaksamhet, som i praktiken fortsatte Federationens frågor. 
År 1903 lades en motion i Andra kammaren i riksdagen, med syfte att utreda något annat sätt att förhindra spridningen av könssjukdomar än reglementeringen. Samma år tillsattes en kunglig kommitté för utarbetande av förslag på hur man kunde ersätta reglementeringen. Reglementeringskommittén slutförde sitt uppdrag 1910, och reglementeringen i Sverige kan sägas vara definitivt upphävd i och med Lex Veneris 1918. Därmed upphörde föreningen då den hade uppnått sitt syfte.

### Medlemmar
Bland dess medlemmar nämns Ellen Bergman, Lina Nordwall, Anna Höjer, Natalie Andersson-Meijerhelm, Anna Myhrman-Lindgren, Elsa Borg, Selma Billström, Eva Fryxell och Amelie Cederschiöld, Fredrika Limnell, Maria Sandström och Hilda Sachs. 
Riksdagsledamoten Hugo Tamm ingick i styrelsen och skrev 1889 den första motionen till riksdagen om avskaffande av reglementeringen. Otto von Feilitzen var dess ordförande 1878-1880.

### Tidning
Federationen utgav en egen tidskrift, Sedlighetsvännen, som utgavs 1878–1905.
Tidningen väckte skandal på grund av sina beskrivningar av prostitution, könssjukdomar och andra sexualrelaterade ämnen, vilket ledde till att Federationen anklagades för att bidra till osedligheten i samhället snarare än att motverka den.